# 福留史紘
福留 史紘（ふくとめ ふみひろ）は、日本のヴァイオリニスト。高知県出身。国立音楽大学音楽学部演奏学科弦管打楽器専修卒業。
ヴァイオリンを須賀陽子、福崎至佐子、田中千香士、篠崎史紀に師事。

## 経歴
国立音楽大学在学中に結成した「ELAN String Quartet」では「第4回大阪国際音楽コンクール・アンサンブル部門」優秀賞等を受賞し「第9回JILA音楽コンクール室内楽部門」第1位、「第5回日本アンサンブルコンクール」最優秀演奏者賞を受賞した。また在学中にオーケストラ定期演奏会など、様々な演奏会でコンサートマスターを務める。
2004年に京都国際音楽学生フェスティバルに参加。よんでん文化振興財団奨学生。現在は東京交響楽団第一ヴァイオリン奏者。

## 受賞歴
- 第4回大阪国際音楽コンクール・アンサンブル部門最優秀賞
- 第9回JILA音楽コンクール室内楽部門第1位
- 第5回日本アンサンブルコンクール最優秀演奏者賞